# Kohleneisenstein

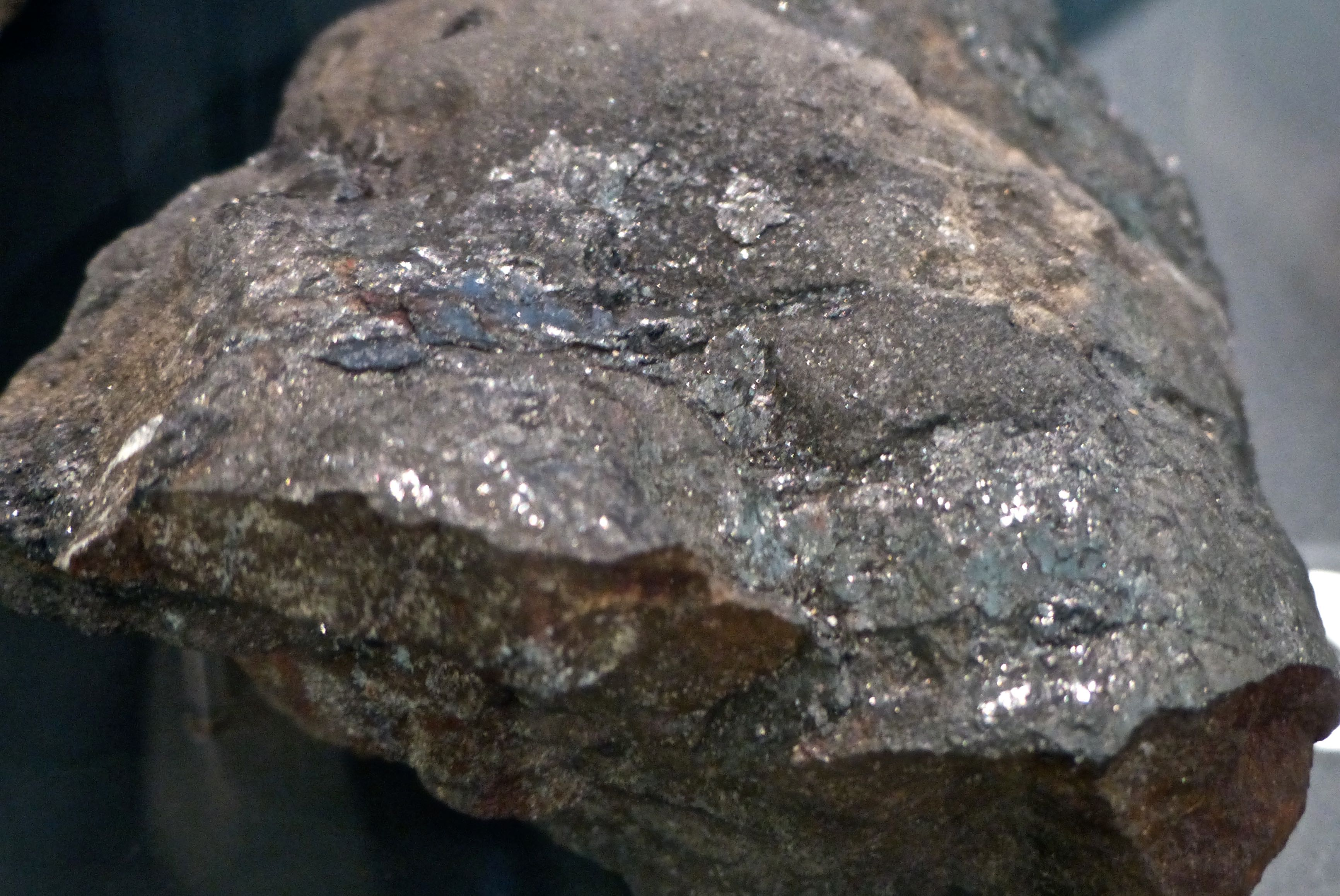
Oberkarbonischer Kohleneisenstein aus dem Ruhrgebiet

Kohleneisenstein, auch Blackband oder Schwarzstreif genannt, ist eine flözartige Ablagerung von Eisenerz in karbonischen Sedimenten, die häufig zusammen mit Steinkohle auftritt. Aufgrund seines Aussehens ist es sehr leicht mit Steinkohle zu verwechseln. Aus diesem Grund erkannte man auch früher nicht, dass es sich hierbei um Erz handelte, sondern man hielt das Kohleneisenstein für minderwertige Steinkohle und verbrachte es auf die Bergehalde. Nachdem man den Nutzen des Kohleneisensteins entdeckt hatte, wurde es für die Eisenherstellung abgebaut und verwendet.

## Entstehung
Entstanden ist der Kohleneisenstein während der Zeit des Karbons. In mehreren Ablagerungsperioden lagerte er sich in moorigen und flachen Süßwasserbecken bei der Bildung der Steinkohle ab. Moospflanzen und andere Pflanzen, die doppeltsaures Eisenoxydul gelöst halten, scheiden in flachem Wasser Eisenoxydhydrat aus. Dieses ausgeschiedene Eisenoxydhydrat setzt sich im Wurzelbereich der Pflanzen ab. Ähnlich geschieht dieses auch bei verrottenden Humusstoffen. Die ausgefällten Eisenverbindungen können sich auf einer Wasser stauenden Schicht ansammeln. Der Anteil des späteren Eisengehaltes im Erz hängt sehr stark von der Menge der zufließenden eisenhaltigen Flüssigkeiten ab. Da diese Vorgänge je nach Lage unterschiedlich ablaufen, kann es vorkommen, dass sich beim Bilden der Flöze unterschiedliche Schichtungen ergeben. So kann es bei ein und demselben Flöz vorkommen, dass sich an einer Stelle Kohleneisenstein gebildet hat und an einer anderen Stelle nicht.

## Aussehen und Zusammensetzung
Bei Kohleneisenstein handelt es sich um ein schwarzes, mattes bis schimmerndes dickschieferiges Gestein. Seine schwarze Färbung erhält das Kohleneisenstein durch seinen über 10%igen Anteil an Steinkohle. Kohleneisenstein setzt sich aus einem Gemenge von Eisenspat, Aluminiumsilikat und Kohlenstoff zusammen. Der Kohlenstoffanteil liegt je nach Lagerstätte zwischen 12 und 35 %. Zusätzlich sind im Erz geringe Mengen von bis zu 1 % Mangan und 0,5 % Phosphor enthalten. Die Erze einiger Lagerstätten sind so phosphorreich, dass sie sich zur Herstellung von Superphosphaten eigneten. Außerdem enthält Kohleneisenstein geringe Anteile an Arsen- und Schwefelmetallen, z. B. Speerkies, Arsenkies, Schwefelkies sowie Bleiglanz und Zinkblende. Der Schwefelgehalt der Erze liegt bei bis zu 0,4 %. Das Erz enthält einen Eisenanteil von durchschnittlich 25–40 % Eisen, im Mittel liegt der Eisenanteil bei 30 %. Die besten Sorten zeigen im Strich auf der frischen Bruchstelle einen metallischen Glanz. Verunreinigt wird das Erz meistens noch durch Anteile von Mergel, Sand oder Ton.

## Vorkommen und Gewinnung
Kohleneisensteinflöze begleiten die Steinkohlenflöze, insbesondere die Flöze des unteren Flözhorizonts. Dabei ist ihr Vorkommen recht unterschiedlich. Sie treten zum Teil im Hangenden, zum Teil im Liegenden der Flöze auf. Es gibt auch Flöze, bei denen der Kohleneisenstein in den Bergemitteln auftritt. In einigen Flözen der Steinkohlenformation bildet der Kohleneisenstein bis zu 0,7 Meter mächtige Flöze. Diese treten in Deutschland im Rheinisch-Westfälischen Steinkohlenrevier verstärkt in den Bereichen Sprockhövel, Gelsenkirchen oder Aplerbeck auf. In englischen oder auch in den schottischen Steinkohlenrevieren erreichen die Kohleneisensteinflöze bedeutende Mächtigkeiten. Zuerst gefunden wurde Kohleneisenstein im Jahr 1801 in Schottland. Im Ruhrgebiet wurde das Erz zum ersten Mal Anfang der 1850er Jahre entdeckt. Auf der Zeche Hiddinghausen wurde ein 1,24 Meter mächtiges Kohleneisensteinflöz durch einen Stollen abgebaut. Bedeutende Mengen an Kohleneisenstein wurden in den 1860er- und 1870er-Jahren gewonnen.

## Aufbereitung und Verhüttung
Seit Anfang der 1830er-Jahre wird er zur Eisenherstellung benutzt. Die ehemals bedeutende schottische Eisenindustrie basierte auf den großen Vorkommen von Kohleneisenstein. In Deutschland führten die Funde von Kohleneisenstein dazu, dass im Bereich der Ortschaften Hörde, Haßlinghausen, Aplerbeck und Hattingen große Hochofenhütten erbaut wurden. Aufgrund seiner großen Leichtflüssigkeit ist Kohleneisenstein, auch bedingt durch seine Verunreinigungen, ein schwierig verschmelzbares Erz. Um den Eisenanteil von maximal 40 % zu steigern, wird das Erz durch Röstung aufbereitet. Bei diesem Vorgang, der etwa einen Monat dauert, kann der Eisenanteil auf 35–65 % gesteigert werden. Im Mittel liegt der Eisenanteil nach der Röstung bei etwa 45 %. Durch den Röstvorgang wird nicht nur der Eisengehalt gesteigert, auch verliert das Erz etwa die Hälfte seines Gewichtes. Um das Erz zu rösten, wurden, je nach Gehalt an Kohlenstoff, meilerartige Haufen mit einer Länge von 40 bis 60 Metern, einer Breite von sechs bis elf Metern und einer Höhe von einem bis fünf Metern aufgeschüttet. Diese Haufen wurden meistens auf dem Zechenplatz oder in dessen Nähe aufgeschichtet. Als Brennmaterial wurde größtenteils Holz verwendet. Aufgrund des Anteils an Kohlenstoff brennt der Kohleneisenstein teilweise von selbst. Beim offenen Röstvorgang entweichen die flüchtigen Bestandteile in die Atmosphäre, was zu einer starken Luftverschmutzung führt. Später wurden für das Rösten spezielle Röstöfen verwendet. Verhüttet wird das Erz in Hochöfen.
Die ersten Versuche, Kohleneisenstein zu verschmelzen, unternahm der schottische Hütteningenieur und Metallurge David Mushet (1772–1847), der Vater von Robert Forester Mushet. Er erwarb 1801 die Calder Ironworks (in der deutschen Fachliteratur zuweilen als „Calderhütte“ bezeichnet) bei Glasgow und verhüttete Kohleneisenstein mit hohem Kohleanteil (black-band ironstone), dessen örtliche Vorkommen ein Jahr darauf entdeckt wurden. Aufgrund seiner Erfolge übernahmen andere Eisenhütten das Verfahren.